# Benjamin Jamieson
Benjamin Jamieson (* 15. März 1874 in Ontario; † 3. Dezember 1915 in Victoria) war ein kanadischer Lacrossespieler.

## Erfolge
Benjamin Jamieson war Mitglied der Winnipeg Shamrocks, mit denen er bei den Olympischen Spielen 1904 in St. Louis im ersten Lacrossewettbewerb der Olympischen Spiele antrat. Neben ihm gehörten außerdem George Cattanach, William Brennaugh, Hilliard Lyle, William Burns, George Cloutier, Élie Blanchard, Jack Flett, Stuart Laidlaw, George Bretz, Lawrence Pentland und Sandy Cowan zur Mannschaft. Jamieson spielte dabei auf der Position eines Verteidigers.
Neben den Winnipeg Shamrocks nahmen lediglich noch eine Mannschaft der Mohawk Indians of Canada und die Gastgeber aus St. Louis teil, die St. Louis Amateur Athletic Association. St. Louis bestritt seine erste Partie gegen die indianische Mannschaft und besiegte diese, womit sie ins Endspiel gegen die Winnipeg Shamrocks einzog. Mit 8:2 setzten sich die Shamrocks deutlich gegen St. Louis durch und Jamieson erhielt wie seine Mannschaftskameraden als Olympiasieger die Goldmedaille.
Wie sein Teamkollege William Burns arbeitete Jamieson als Schaffner bei der Canadian Pacific Railway. Im August 1905 griff er bei einem Straßenkampf ein und trug mehrere Stichwunden davon. Er überlebte zwar, blieb aber Zeit seines Lebens geschwächt und starb im Dezember 1915 im Alter von nur 41 Jahren.